# NGC 3659
NGC 3659 é uma galáxia espiral barrada (SBm) localizada na direcção da constelação de Leo. Possui uma declinação de +17° 49' 01" e uma ascensão recta de 11 horas, 23 minutos e 45,1 segundos.
A galáxia NGC 3659 foi descoberta em 14 de Março de 1784 por William Herschel.